# Rula Halawani
Rula Halawani (Jerusalén Este, 1964) es una fotógrafa y educadora palestina que vive y trabaja en Jerusalén.

## Trayectoria
Halawani se licenció en fotografía por la Universidad de Saskatchewan y realizó un máster en estudios fotográficos de la Universidad de Westminster.Antes de dedicarse a las artes visuales, trabajó como fotoperiodista independiente para varias revistas y periódicos. Es directora del departamento de fotografía de la Universidad Birzeit. En 2016 obtuvo una beca de residencia en la Fundación Camargo, en Cassis.

## Obra
Su fotografía se centra en la vida del pueblo palestino y los conflictos políticos de la zona. Emmanuel d'Autreppe, en el artículo publicado en AWARE Women Artist, en 2022, señala que «las primeras obras de Halawani reflejan el peso de la vida cotidiana y la desigualdad de las restricciones, así como el estado de sitio, sus consecuencias a gran escala y su cobertura mediática, tanto local como internacional». Su obra se expuso en ciudades como Londres, Dubái o Beirut; así como en la Fundación Khalid Shoman, Amán, la Bienal de Sharjah, el Museo Nacional de la Mujer en las Artes, el festival Noorderlicht, en Roma; Le Botanique, Bruselas; en la Bienal de Busan en Corea del Sur y en el Instituto del Mundo Árabe de París.
Sus obras están presentes en colecciones permanentes de instituciones como el Centro Georges Pompidou de París, el Museo de Victoria y Alberto y el Museo Británico de Londres,el Museo de Bellas Artes de Houston, la Fundación Khalid Shoman de Amán o la Colección Nadour de Alemania.